# Beinn Tulaichean
Der Beinn Tulaichean ist ein 946 m (3.104 ft) hoher Berg in Schottland. Sein gälischer Name bedeutet etwa Berg der Hügelchen. Er liegt in den südlichen Highlands südlich der Ortschaft Crianlarich im Loch Lomond and the Trossachs National Park und zählt zu den Munros.  

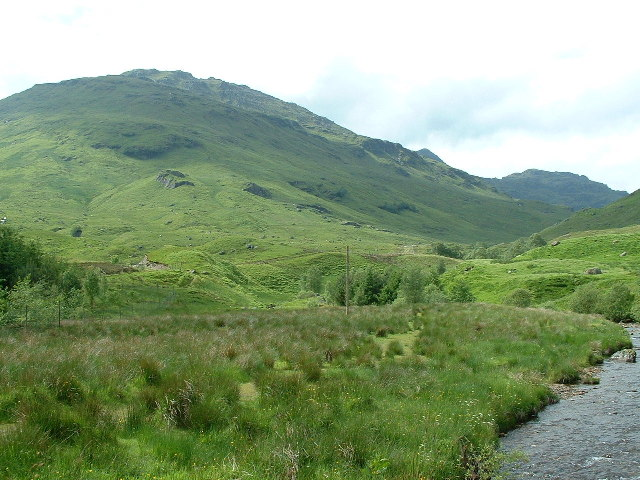
Der Beinn Tulaichean von Süden, bei Inverlochlarig

Mit dem benachbarten Cruach Ardrain ist der Beinn Tulaichean durch einen etwa zwei Kilometer langen breiten Grat mit einem tieferen Sattel verbunden und weist keine besondere Eigenständigkeit aus. Meist wird er lediglich als südlich anschließender Nebengipfel des deutlich höheren Nachbarn wahrgenommen und gilt daher als unbedeutender Munro. Viele Bergsteiger kombinieren eine Besteigung beider Berge. Da der Zustieg über den Cruach Ardrain von Crianlarich im Norden sehr lang ist, wird meist der südliche Ausgangspunkt bei der kleinen Ansiedlung Inverlochlarig westlich von Balquhidder gewählt.